# 卡羅琳·貝塞特·甘迺迪
卡洛琳·貝塞特-甘迺迪（Carolyn Bessette-Kennedy；1966年1月7日—1999年7月16日），原名卡洛琳·珍妮·貝塞特（Carolyn Jeanne Bessette），是美國公關人員與時尚界名人，曾任職於美國時尚品牌Calvin Klein，以形象優雅與極簡風格著稱。1996年，她與小約翰·甘迺迪（美國前總統約翰·甘迺迪之子）結婚，成為媒體焦點。1999年7月16日，她與丈夫及姐姐勞倫·貝塞特在飛行前往馬薩葡萄園島時，因小型飛機墜海事故遇難，享年33歲。

## 生平

### 早年生活與教育
卡洛琳·珍妮·貝塞特於1966年1月7日出生於美國紐約州白原市，成長於康乃狄克州格林威治。她就讀格林威治高中，後入讀波士頓大學主修教育學，於1988年畢業。大學畢業後，她短暫從事與教育相關的工作，隨後轉入時尚產業，加入美國品牌Calvin Klein，先後從事銷售與公關相關職務。

### 職業生涯與婚姻
卡洛琳畢業後曾短暫從事夜店公關，再於1988年加入Calvin Klein位於波士頓的門市中心擔任銷售助理。約在1989年，她被提升至紐約總部，進入品牌的公關部門，負責高端客戶與媒體關係，逐步成為受人注目的時尚公關。  她於1992年首次與小约翰·肯尼迪相識，兩人於1994年正式交往，並於1996年在喬治亞州坎伯蘭島的灰田教堂舉行私人婚禮，現場僅有少數親友參加。婚禮的保密程度極高，媒體直到儀式結束後才獲得消息。卡洛琳身著Narciso Rodriguez設計的象牙色絲質婚紗亮相，這套婚紗隨後被視為1990年代極簡時尚的代表作。婚後，夫妻二人屢次成為狗仔隊追逐的對象，媒體常將她與已故傳奇第一夫人積琪蓮·甘迺迪相提並論，稱她為“時尚現代象徵”，但同時也因避免與媒體互動而被部分小報形容為「神秘」甚至「疏遠」。

## 逝世
1999年7月16日晚間，卡洛琳與丈夫小約翰·甘迺迪及其姊姊勞倫·貝塞特搭乘小約翰駕駛的派珀薩拉托加小型飛機，從紐澤西州出發，準備前往麻薩諸塞州馬莎葡萄園島參加甘迺迪家族的婚禮。  飛機於當晚在馬薩諸塞州沿海的大西洋墜毀，機上三人全數罹難。美國國家運輸安全委員會（NTSB）事後調查認為，事故主因是飛行員在夜間飛行及能見度不佳的條件下失去空間定向。  卡洛琳與丈夫及姊姊的遺體在事故發生數日後被打撈出海，隨後於海上舉行私人葬禮，骨灰撒入大西洋。該起事件震驚全美，並引起國際媒體的廣泛關注，成為1990年代末最受矚目的名人悲劇之一。